# Dexter (condado de Penobscot)
Dexter es un lugar designado por el censo ubicado en el condado de Penobscot en el estado estadounidense de Maine. En el Censo de 2010 tenía una población de 2.158 habitantes y una densidad poblacional de 156,74 personas por km².

## Geografía
Dexter se encuentra ubicado en las coordenadas 45°0′58″N 69°17′41″O / 45.01611, -69.29472. Según la Oficina del Censo de los Estados Unidos, Dexter tiene una superficie total de 13.77 km², de la cual 12.25 km² corresponden a tierra firme y (11.02%) 1.52 km² es agua.

## Demografía
Según el censo de 2010, había 2.158 personas residiendo en Dexter. La densidad de población era de 156,74 hab./km². De los 2.158 habitantes, Dexter estaba compuesto por el 96.8% blancos, el 0.32% eran afroamericanos, el 0.74% eran amerindios, el 0.7% eran asiáticos, el 0.05% eran isleños del Pacífico, el 0.05% eran de otras razas y el 1.34% pertenecían a dos o más razas. Del total de la población el 1.48% eran hispanos o latinos de cualquier raza.